# Вер, Генри де, 18-й граф Оксфорд
Генри де Вер (англ. Henry de Vere; 24 февраля 1593 — между 2 и 9 июня 1625, Гаага, Республика Соединённых провинций) — английский аристократ, 18-й граф Оксфорд с 1604 года, лорд великий камергер Англии, рыцарь Бани. В 1622—1623 годах находился в заключении в Тауэре из-за критики правительства, позже участвовал в Восьмидесятилетней войне на стороне голландцев. Умер бездетным, так что его наследником стал двоюродный дядя Роберт де Вер.

## Биография
Генри де Вер был сыном Эдуарда де Вера, 17-го графа Оксфорда, и его жены Элизабет Трентам. Он родился в 1593 году, а в 1604 году, после смерти отца, унаследовал семейные владения и занял место в Палате лордов как 18-й граф Оксфорд. Генри получил образование в Оксфордском университете. В ноябре 1604 года он был принят в Иннер Темпл, 30 августа 1605 года получил звание магистра.
Граф рано начал придворную жизнь. 3 июня 1610 года он был посвящён в рыцари Бани, 15 ноября 1611 года стал хранителем Хаверинг-парка. В юности сэр Генри имел очень плохую репутацию: ходили слухи о его буйном характере, о распутстве, о «грязных и недостойных способах» достать деньги (граф получал ограниченное содержание). Мать де Вера жаловалась, что он связался с дурной компанией. После смерти матери в начале 1613 года сэр Генри унаследовал часть ее состояния и вскоре отправился в путешествие на континент. Он побывал в Испанских Нидерландах, через Францию проехал в Италию. В 1617 году граф находился в Венеции; там он предлагал властям собрать отряд добровольцев для службы республике, добивался освобождения своего родственника Сидни Берти, который попал в руки инквизиции в Анконе.
Ещё находясь за границей, граф получил от леди Хаттон предложение жениться на её дочери Фрэнсис. Король хотел выдать эту девушку за сэра Джона Вильерса (впоследствии виконта Вильерса), брата своего фаворита герцога Бекингема, так что с этого момента началась вражда между графом и герцогом. Сэр Генри вернулся в Англию в октябре 1618 года, «утончённый во всех отношениях» (по выражению одного из современников). 22 мая 1619 года он занял наследственную должность лорда-камергера. В июне — ноябре 1620 года граф служил под началом своего родственника сэра Горацио де Вера в Пфальце, где развернулись боевые действия в рамках Тридцатилетней войны. По возвращении он был включён в военный совет, который должен был определить размеры военной помощи курфюрсту Пфальца.
В июле 1621 года из-за неосторожных выражений в адрес принца Уэльского граф провёл несколько недель в Тауэре. В декабре того же года Бекингем назначил его капитаном корабля «Уверенность», который должен был участвовать в охране Ла-Манша. Сэр Генри захватил голландское судно, плывшее из Индии, но ему пришлось возместить нанесённый ущерб, и это усилило недовольство графа Бекингемом. Вернувшись на сушу, де Вер прилюдно заявил о своих надеждах на будущие времена, когда правосудие не будет зависеть от королевского фаворита. За это его снова отправили в Тауэр (20 апреля 1622 года). Друзья графа долго, но тщетно требовали публичного суда; без какого-либо разбирательства сэра Генри освободили в декабре 1623 года.
Сразу после выхода на свободу граф женился на леди Диане Сесил, дочери графа Эксетера, считавшейся необыкновенной красавицей и к тому же обладавшей приданым в 30 тысяч фунтов стерлингов. От примирения с Бекингемом сэр Генри отказался, заявив во всеуслышание, что одинаково равнодушен к его дружбе и к его враждебности. В июне 1624 года граф отправился в Нидерланды в качестве командира пехотного добровольческого полка, поступившего на службу курфюрсту Пфальца. В том же месяце он участвовал в неудачном штурме Терхейдена, но вскоре умер в Гааге от лихорадки. Сэра Генри похоронили в Вестминстерском аббатстве 25 июля 1625 года.

## Семья
Граф был женат на Диане Сесил, дочери Уильяма Сесила, 2-го графа Эксетера, и Элизабет Друри. Этот брак остался бездетным, так что титул и земли де Веров перешли после смерти сэра Генри к его двоюродному дяде Роберту.
Известно, что в 1617 году планировалась женитьба Генри де Вера на Фрэнсис Кок, дочери Эдварда Кока и Элизабет Сесил, внучке 1-го графа Эксетера. Однако отец девушки предпочёл выдать её за Джона Вильерса, виконта Пурбека, брата королевского фаворита.